# يسار رجعي

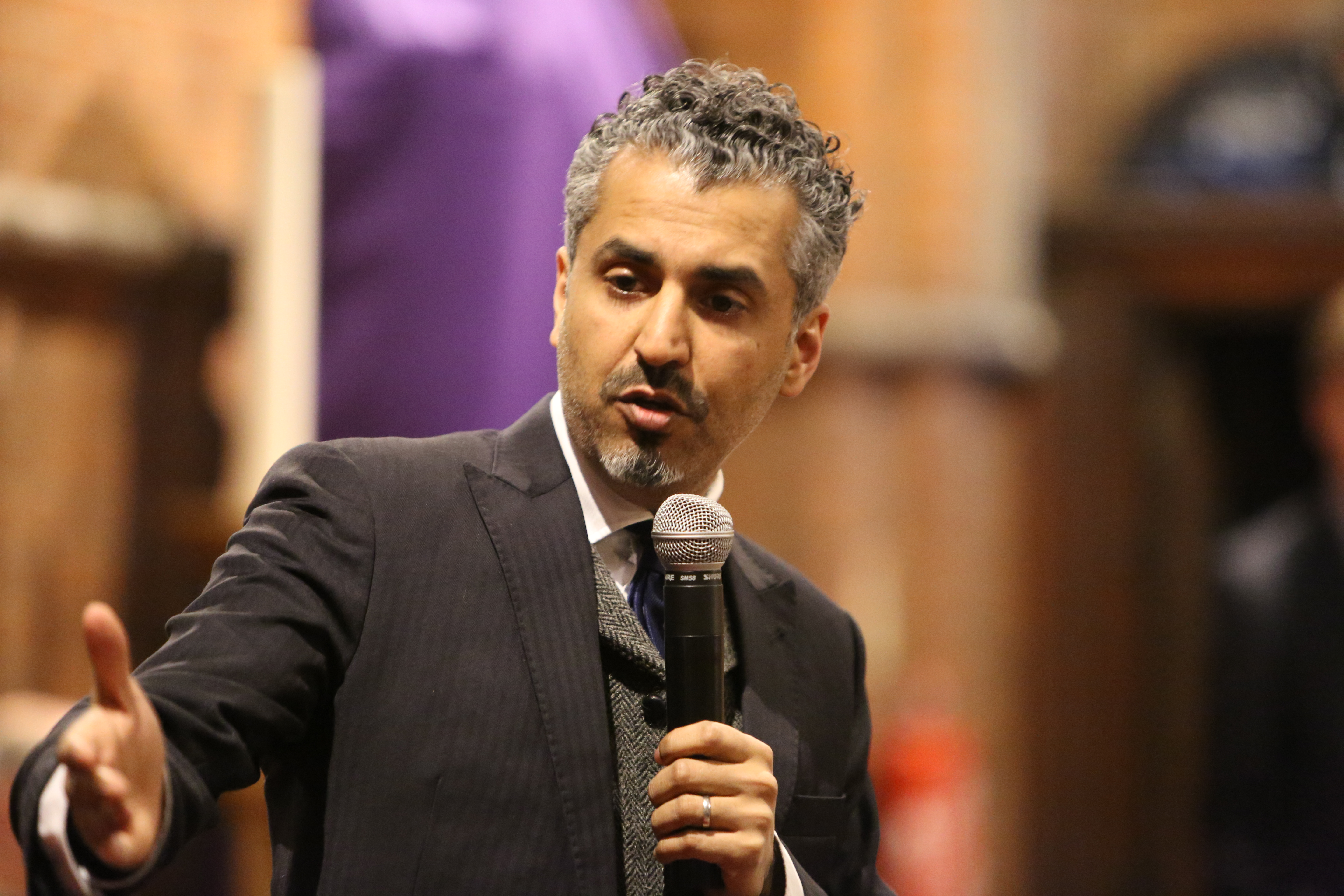

"اليسار الرجعي" (وأيضاً "الليبرالية الرجعية") هي كنية ازدرائية تطلق على جناح من اليساريين المتهمين بالتناقض مع أنفسهم والتبشير بأفكار رجعية عبر تصالحهم مع مبادئ وأيديولوجيات غير متحررة، خصوصاً تصالحهم مع الإسلاميين ومع العنصرية المعكوسة بدعوى تعدد الثقافات والنسبية الثقافية.

## المفهوم
استخدم ماجد نواز في عام 2007، وهو إسلاموي سابق تخلى عن ارتباطه بالجماعة الإسلامية الراديكالية حزب التحرير لصالح الإسلام العلماني، عبارة «اليسار الرجعي» لوصف الأشخاص ذوي الميول اليسارية الذين –في رأيه- يدعمون الإسلاموية، التي يعرفها بأنها «مشروع ديني سياسي شمولي عالمي» مع «الرغبة في فرض أي تفسير معين للإسلام على المجتمع على أنه قانون»، وهو يعارض ذلك على أساس أن «أي رغبة في فرض أي صورة من صور الإسلام على أي شخص في أي مكان وفي أي وقت، هي انتهاك أساسي لحريتنا المدنية الأساسية».
من الممكن في رأي نواز، التنديد بكل من السياسات الخارجية للمحافظين الجدد مثل حرب العراق (التي عارضها) والتطرف الديني، لكن تلك التي يصفها بأنها «يسارية رجعية» فشلت بفعل ذلك.

## استخدام المصطلح
شارك سام هاريس وماجد نواز في منتدى عام استضافه معهد السياسة في جامعة هارفارد في سبتمبر من عام 2015، والذي نُشر لاحقًا في كتاب قصير بعنوان الإسلام ومستقبل التسامح (2015).
أشار الكاتب السياسي بريان ستيورات في مراجعة للكتاب في مجلة ناشونال ريفيو أونلاين، إلى أنه وفقًا لكل من نواز وهاريس فإن «اليساريين الرجعيين» في الغرب يتجاهلون حقيقة أن الجهاديين والإسلاميين يشكلون نسبة كبيرة (20% في تقدير هاريس) من المجتمع المسلم العالمي والأقلية المسلمة داخل الغرب، على الرغم من أن هذه الفصائل تعارض القيم الليبرالية مثل الاستقلالية الفردية وحرية التعبير والديمقراطية وحقوق المرأة وحقوق المثليين، إلخ.
ندد نواز وهاريس بالموقف الانعزالي غير الليبرالي المتناقض تجاه أي انتقاد لهذه الظاهرة، التي يعتبرانها تخليًا عن القيم الليبرالية العالمية، وعن دعم الأفراد الليبراليين الأكثر ضعفًا الذين يعيشون في المجتمع المسلم، مثل النساء والمثليين والمرتدين والدفاع عنهم.
ذكرت صحيفة واشنطن تايمز في أكتوبر عام 2015 أن كلًا من الممثل الأمريكي الكوميدي ومقدم البرامج بيل مار وعالم الأحياء البريطاني والمؤلف الملحد الجديد ريتشارد دوكينز «يرثي اليساريين الرجعيين الذين فشلوا في فهم أنهم ليسوا ليبراليين عندما يتعلق الأمر بالإسلام». أشار مار إلى استعداده لانتقاد أي شيء سوى الإسلام، معتبرًا إياه «ثقافتهم»، وهذا ما رد عليه دوكينز «حسنًا، إلى الجحيم مع ثقافتهم». رأى دوكينز في إشارة إلى مبادرات الطلاب لإلغاء دعوة المتحدثين المسلمين السابقين في الحرم الجامعي، أن ذلك «خيانة لحركة حرية التعبير في الستينيات من القرن العشرين».
استخدم سام هاريس في أكتوبر ونوفمبر من عام 2015، المصطلح مرارًا خلال محادثاته مع وسائل الإعلام، قائلًا إن الخطر الأكبر هو أن «اليسار الرجعي» مستعد للتخلي عن حرية التعبير «خوفًا من الإساءة للأقليات»، الأمر الذي سيؤدي إلى الرقابة التي تفرضها تلك الأقليات، نقلًا عن تصريحات الصحفي الأمريكي غلين غرينوالد حول حادثة الهجوم الإرهابي على صحيفة شارلي إبدو كمثال. يعتبر هاريس أن رضا أصلان ونعوم تشومسكي من اليسار الرجعي.
عرف المؤلف والفيسلوف بيتر بوغوسيان في نوفمبر عام 2015، خلال ظهوره في برنامج ذا هيومانيست آور الإذاعي، المصطلح بأنه انتقاص يُستخدم لوصف أولئك اليساريين الذين صنعوا «أغرب الشراكات» مع الإسلاميين. بحسب ما جاء به، فإن كلمة «رجعي» تُستخدم كنقيض لكلمة «تقدمي»، إذ أن الأخيرة هي المجموعة التي تتميز بالمساواة وتريد إنشاء نظم العدالة والمساواة العرقية، في حين أن الفئة الأولى هي مجموعة «[تبحث] عن أسوأ ما في الناس...و[لا] توسع تأويل الأعمال الخيرية أو التفسير الخيري لأي شيء يقوله أي شخص، بل تستخدمه كمطرقة لضرب الناس». بالإضافة إلى ذلك، يعتقد بوغوسيان أن «اليساريين الرجعيين» قد أصبحوا «مفرطي الأخلاق» وأبطالًا لضحاياهم المتصورين. يستشهد بالمخالفات التاريخية مثل العبودية في الولايات المتحدة والاستعمار باعتباره مصدر قلق مشروع تسبب في عدم الثقة في أي شيء غربي ورأسمالي. أضاف أيضًا أن «هناك أشخاصًا عانوا وما يزالون من حالات مشروعة من العنصرية ورهاب المثلية وما إلى ذلك. تكمن المشكلة في أنه وفي كل مرة تُطرح فيها كلمة عنصري بهذه الطريقة، تفقد هذه الكلمة معناها. بينما يجب أن يكون لها تأثير كبير وينبغي أن تكون كلمة مروعة».